# کالوش (گروه رپ)
کالوش (به انگلیسی: Kalush) گروه موسیقی اوکراینی است.
آن‌ها نماینده اوکراین در یوروویژن ۲۰۲۲ بودند و به مقام نخست دست یافتند.